# Nothocasis viridulata
Nothocasis viridulata là một loài bướm đêm trong họ Geometridae.